# Handle System
O Handle System ou Sistema de Alças é um registo de propriedade atribuida a identificadores persistentes pela Corporação para Iniciativas de Pesquisa Nacional, ou uma alça, aos recursos de informação, e para resolver 'essas alças para as informações necessárias para localizar, acessar e de outra forma fazer uso dos recursos'.
Assim como ocorre com os identificadores usados em outros locais da computação, os handles do Sistema de Handles são opacos e não codificam informações sobre o recurso subjacente, sendo vinculados apenas aos metadados relativos ao recurso. Consequentemente, os identificadores não são invalidados por alterações nos metadados.
O sistema foi desenvolvido por Bob Kahn na Corporation for National Research Initiatives (CNRI). O trabalho original foi financiado pela Agência de Projetos de Pesquisa Avançada de Defesa (DARPA) entre 1992 e 1996, como parte de uma estrutura mais ampla para serviços de objetos digitais distribuídos e, portanto, foi contemporâneo da implantação inicial da World Wide Web, com objetivos semelhantes.
O sistema Handle foi implementado pela primeira vez no outono de 1994 e foi administrado e operado pela CNRI até dezembro de 2015, quando foi introduzido um novo modo de operação "administrador multi-primário" (MPA). A Fundação DONA agora administra o Registro Global de Manipulação do sistema e credenciais MPAs, incluindo CNRI e a International DOI Foundation. Atualmente, o sistema fornece a infraestrutura  subjacente para sistemas baseados em identificadores, como o Digital Object Identifiers e o DSpace, que são usados principalmente para fornecer acesso a documentos acadêmicos, profissionais e governamentais e outros recursos de informação.
O CNRI fornece especificações e o código fonte para implementações de referência para os servidores e protocolos usados no sistema sob uma "Licença Pública" isenta de royalties, semelhante a uma licença de código aberto.
Atualmente, milhares de serviços de manipulação estão em execução. Mais de 1000 deles estão em universidades e bibliotecas, mas também estão em operação em laboratórios nacionais, grupos de pesquisa, agências governamentais e empresas comerciais, recebendo mais de 200 milhões de solicitações de resolução por mês.

## Especificações
O sistema Handle é definido nos RFCs informacional 3650,
3651
and 3652 da Internet Engineering Task Force (IETF); ele inclui um conjunto de protocolos abertos, o domínio, e uma implementação de referência dos protocolos. A documentação, programas de computador, e informação relacionada e dada pela CNRI num website dedicado
Os Handles consistem em um prefixo que identifica a "autoridade que nomeia" e um sufixo que tem o "nome local" do recurso. De maneira similar ao nomes de domínio, os prefixos são elaborados pelas autoridade que nomeiam por um dos "administradores multi-primários" do sistema depois do recebimento de um pagamento, que deve ser renovado anualmente. A autoridade que nomeia pode criar um número infinito de handles, com "nomes locais" únicos, dentro dos seu prefixos associados.  Um exemplo de um handle é:
- 20.1000/100
- 2381/12345

No primeiro exemplo, que é a alça ou identificador para o HANDLE. A licença de software NET, 20.1000 é o prefixo atribuído à autoridade de nomenclatura (nesse caso, o próprio Handle.net) e 100 é o nome local nesse espaço de nome. O nome local pode consistir em qualquer caractere do conjunto de caracteres Unicode UCS-2 . O  prefixo também consiste em quaisquer caracteres UCS-2, exceto "/". Os prefixos consistem em um ou mais segmentos de autoridade de nomeação, separados por pontos, representando uma hierarquia de autoridades de nomeação. Assim, no exemplo 20 é o prefixo da autoridade de nomeação para CNRI, enquanto 1000 designa uma autoridade de nomeação subordinada no prefixo 20. Outros exemplos de prefixos de nível superior para as autoridades de nomeação federadas da DONA Foundation são 10 para identificadores de DOI; 11 para identificadores atribuídos pela UIT ; 21 para as alças emitidas pela alemã Gesellschaft für wissenschaftliche Datenverarbeitung mbH Göttingen (GWDG), o centro de computação científica da Universidade de Göttingen ; e 86 para a Coalition of Handle Services - China. Os prefixos "legados" mais antigos emitidos pelo CNRI antes da instituição da estrutura do "administrador multi-primário" (MPA) costumam ter quatro de cinco dígitos, como no segundo exemplo acima, um identificador administrado pela Universidade de Leicester. Todos os prefixos devem ser registrados no Global Handle Registry através de um registador aprovado pela DONA Foundation, normalmente mediante taxa.
Como com outros usos de handles na computação, o identificador é opaco; isto é, ele não codifica informações sobre o recurso subjacente e fornece apenas os meios para recuperar metadados sobre o recurso.
Isso pode ser comparado com um URL ( Uniform Resource Locator ), que pode codificar no identificador atributos do recurso como o protocolo a ser usado para acessar o servidor que contém o recurso, o nome do host do servidor e o número da porta, e talvez até o local detalhes específicos, como o nome de um arquivo no sistema de arquivos do servidor que contém o recurso. No sistema de identificador, essas especificidades não são codificadas no identificador, mas são encontradas nos metadados aos quais o identificador está vinculado.
Os metadados podem incluir muitos atributos do recurso de informação, como as suas localizações, as formas em que ele está disponível, os tipos de acesso (por exemplo, "gratuito" versus "pago") oferecidos e a quem. O processamento dos metadados para determinar como e onde o recurso deve ser acessado, e a provisão do recurso ao usuário, são executados em uma etapa separada, chamada "resolução", usando um Resolver, um servidor que pode ser diferente dos envolvidos na troca da alça pelos metadados. Ao contrário dos URLs, que podem se tornar inválidos se os metadados incorporados a eles se tornarem inválidos, os identificadores não se tornam inválidos e não precisam ser alterados quando locais ou outros atributos de metadados são alterados. Isso ajuda a evitar a podridão do link, pois as alterações no recurso de informações (como local) precisam ser refletidas apenas nas alterações nos metadados, e não nas alterações em todas as referências ao recurso.
Cada handle pode ter o seu próprio administrador e a administração dos handles pode ser feita em um ambiente distribuído, semelhante aos nomes de domínio DNS. As ligações nome-valor também podem ser protegidas, por meio de assinaturas para verificar os dados e por resposta de desafio para verificar a transmissão dos dados, permitindo que handles sejam usados em aplicativos de gerenciamento de confiança.
É possível que o mesmo recurso de informação subjacente esteja associado a vários identificadores, como quando duas bibliotecas universitárias geram handles (e, portanto, possivelmente conjuntos diferentes de metadados) para o mesmo livro.
O sistema de handles é compatível com o sistema de nomes de domínio (DNS), mas não o exige, diferentemente dos identificadores persistentes, como PURLs ou ARKs, que são semelhantes aos identificadores, mas que utilizam nomes de domínio. No entanto, diferentemente dessas abordagens baseadas em nomes de domínio, os handles exigem um processo de registo de prefixo separado e identificam servidores separados dos servidores de nomes de domínio.
As alças podem ser usadas nativamente. ou expressados como URIs ( Uniform Resource Identifiers ) por meio de um espaço de nomes no esquema URI de informações; por exemplo, 20.1000/100 pode ser escrito como o URI, info:hdl/20.1000/100. Alguns namespaces do Sistema de Handles, como Identificadores de Objetos Digitais (DOI), são "info:" namespaces de URI por si mesmos; por exemplo, info:doi/10.1000/182 é outra maneira de escrever a alça para a revisão atual do DOI Handbook como um URI.
Alguns espaços para nome do Handle System definem regras especiais de apresentação. Por exemplo, os Identificadores de objetos digitais, que representam uma alta porcentagem dos identificadores existentes, geralmente são apresentados com um prefixo "doi:": doi:10.1000/182.
Qualquer Handle pode ser expresso como um URL (Uniform Resource Locator) através do uso do servidor proxy HTTP genérico:
- https://hdl.handle.net/20.1000/100

Alguns sistemas baseados em handle oferecem um servidor proxy HTTP destinado ao uso com seu próprio sistema, como:
- https://doi.org/10.1000/182 .

## Implementação
A implementação do Sistema de Handle consiste em serviços de manipulação local, cada um dos quais composto por um ou mais websites que fornecem os servidores que armazenam identificadores específicos. O Global Handle Registry é um serviço de identificador local exclusivo que armazena informações sobre os prefixos (também conhecidos como autoridades de nomes) no sistema de identificadores e pode ser consultado para descobrir onde handles específicos estão armazenados em outros Serviços de Handle Locais nesse sistema distribuído.
O website do Handle System fornece uma série de ferramentas de implementação, principalmente o HANDLE.NET Software e HANDLE.NET Bibliotecas de clientes. Os clientes do Handle podem ser incorporados no software do usuário final (por exemplo, um navegador da web) ou no software do servidor (por exemplo, um servidor da web) e as extensões já estão disponíveis para o Adobe Acrobat e o Firefox.
As bibliotecas de software cliente de Handle estão disponíveis em C e Java. Algumas aplicações desenvolveram ferramentas adicionais específicas, por exemplo, para o sistema DOI.
A rede interoperável de servidores resolvedores de handles distribuídos (também conhecido como Proxy Server System) é vinculada por meio de um Global Resolver (que é uma entidade lógica, embora fisicamente descentralizada e espelhada). Os usuários da tecnologia Handle System obtêm um prefixo de handle criado no Global Handle Registry. O Global Handle Registry mantém e resolve os prefixos de serviços de handle mantidos localmente. Qualquer serviço de handle local pode, portanto, resolver qualquer handle através do Resolvedor Global.
Os Handles (identificadores) são transmitidos por um cliente, como uma consulta da autoridade / prefixo de nomenclatura, para o Registro Global de Handles (GHR) do Handle System. O GHR responde enviando ao cliente as informações de localização para o Serviço de Handle Local relevante (que pode consistir em vários servidores em vários sites); uma consulta é então enviada ao servidor relevante dentro do Local Handle Service. O Local Handle Service retorna as informações necessárias para adquirir o recurso, por exemplo, um URL que pode ser transformado em um redirecionamento HTTP. (Nota: se o cliente já tiver informações sobre o LHS apropriado para consulta, a consulta inicial ao GHR será omitida)
Embora o modelo original do qual o Sistema de Handle deriva lide com o gerenciamento de objetos digitais, o Sistema de Handle não exige nenhum modelo específico de relacionamento entre as entidades identificadas, nem se limita a identificar apenas objetos digitais: entidades não digitais podem ser representadas como um objeto digital correspondente para fins de gerenciamento de objetos digitais. É necessário algum cuidado na definição de tais objetos e como eles se relacionam com entidades não digitais; existem modelos estabelecidos que podem ajudar nessas definições, por exemplo, Requisitos Funcionais para Registos Bibliográficos (FRBR), CIDOC CRM e modelo de conteúdo indecs. Alguns aplicativos acharam útil casar essa estrutura com o aplicativo de manipulação: por exemplo, a Iniciativa Advanced Distributed Learning (ADL) reúne o aplicativo Handle System com os padrões existentes para o conteúdo de aprendizado distribuído, usando um Modelo de Referência de Objeto de Conteúdo Compartilhável (SCORM), e a implementação do sistema de identificador de objeto digital (DOI) do sistema Handle adotou-o juntamente com a estrutura indecs para lidar com a interoperabilidade semântica .
O Handle System também torna explícita a importância do comprometimento organizacional com um esquema de identificador persistente, mas não exige um modelo para garantir esse comprometimento. Aplicativos individuais podem optar por estabelecer os seus próprios conjuntos de regras e infraestrutura social para garantir persistência (por exemplo, quando usado no aplicativo DSpace e no aplicativo DOI).

## Princípios de design
O sistema Handle é projetado para atender aos seguintes requisitos para contribuir com a persistência
A sequência identificadora:
- não se baseia em nenhum atributo mutável da entidade (local, propriedade ou qualquer outro atributo que possa ser alterado sem alterar a identidade do referente);
- é opaco (de preferência um 'número idiota': um padrão conhecido convida suposições que podem ser enganosas, e semântica significativa pode não ser traduzida entre idiomas e causar conflitos de marca registada);
- é único dentro do sistema (para evitar colisões e incerteza referencial);
- possui recursos opcionais, mas agradáveis de ter, que devem ser suportados (legíveis por humanos, passíveis de cortar e colar, incorporáveis; se encaixa em sistemas comuns, por exemplo, especificação de URI).

O mecanismo de resolução do identificador:
- é confiável (usando redundância, sem pontos únicos de falha e rápido o suficiente para não parecer quebrado);
- é escalável (cargas mais altas simplesmente gerenciadas com mais computadores);
- é flexível (pode se adaptar às mudanças nos ambientes de computação; útil para novas aplicações):
- é confiável (tanto a resolução quanto a administração têm métodos de confiança técnica; uma organização operacional está comprometida com o longo prazo);
- baseia-se na arquitetura aberta (incentivando os esforços de alavancagem de uma comunidade na criação de aplicativos na infraestrutura);
- é transparente (os usuários não precisam conhecer os detalhes da infraestrutura).

## Formulários
Entre os objetos atualmente identificados por alças estão artigos de periódicos, relatórios técnicos, livros, teses e dissertações, documentos governamentais, metadados, conteúdo de aprendizado distribuído e conjuntos de dados. As alças estão sendo usadas em aplicativos de marca d'água digital, aplicativos GRID, repositórios e muito mais. Embora usuários individuais possam baixar e usar o software HANDLE.NET independentemente, muitos usuários acharam benéfico colaborar no desenvolvimento de aplicativos em uma federação, usando políticas comuns ou tecnologia adicional para fornecer serviços compartilhados. Como um dos primeiros esquemas de identificadores persistentes, o sistema Handle foi amplamente adotado por instituições públicas e privadas e comprovado ao longo de vários anos. (Consulte Paradigm, Persistent identifiers.)
Os aplicativos do Sistema de Alças podem usar alças como identificadores persistentes simples (como mais comumente usados para resolver a URL atual de um objeto) ou podem optar por tirar proveito de outros recursos. Seu suporte ao retorno simultâneo como saída de várias informações atuais relacionadas ao objeto, em estruturas de dados definidas, permite estabelecer prioridades para a ordem em que as múltiplas resoluções serão usadas. Os manipuladores podem, portanto, resolver diferentes versões digitais do mesmo conteúdo, espelhar sites ou diferentes modelos de negócios (pago x gratuito, seguro x aberto, público x privado). Eles também podem resolver diferentes versões digitais de diferentes conteúdos, como uma mistura de objetos necessários para um curso a distância.
Existem milhares de serviços de alças em execução atualmente, localizados em 71 países, em 6 continentes; mais de 1000 deles são administrados em universidades e bibliotecas. Os serviços de alças estão sendo executados por federações de usuários, laboratórios nacionais, universidades, centros de computação, bibliotecas (nacionais e locais), agências governamentais, contratados, empresas e grupos de pesquisa. Os principais editores usam o Handle System para identificação persistente de conteúdo comercialmente negociado e de acesso aberto por meio da sua implementação com o sistema Digital Object Identifier (DOI) .
O número de prefixos, que permitem aos usuários atribuir identificadores, está crescendo e ultrapassa os 12 000 no início de 2014. Existem seis servidores de registo global de nível superior que recebem (em média) 68 milhões de solicitações de resolução por mês. Os servidores proxy conhecidos pelo CNRI, transmitindo solicitações ao sistema na Web, recebem (em média) 200  milhões de solicitações de resolução por mês. (Estatísticas de Handle Quick Facts.)
Em 2010, a CNRI e a ITU (União Internacional de Telecomunicações) firmaram um acordo para colaborar no uso do Handle System (e da Arquitetura de Objetos Digitais em geral) e estão trabalhando nos detalhes específicos dessa colaboração; em abril de 2009, a ITU listou o Handle System como uma "tendência emergente".

## Licenças e política de uso
Sistema do Handle, HANDLE.NET e Global Handle Registry são marcas comerciais da Corporation for National Research Initiative (CNRI), uma empresa sem fins lucrativos de pesquisa e desenvolvimento nos EUA. O Handle System é objeto de patentes da CNRI, que licencia a sua tecnologia Handle System através de uma licença pública, semelhante a uma licença de código aberto, a fim de permitir um uso mais amplo da tecnologia. A infraestrutura do Handle System é suportada por taxas de registo e serviço de prefixo, sendo a maioria proveniente de titulares de prefixo único. O maior colaborador atual é a International DOI Foundation. A Licença Pública permite o uso comercial e não comercial a baixo custo, tanto da sua tecnologia patenteada quanto da implementação de referência do software, e permite que o software seja livremente incorporado em outros sistemas e produtos. Um Contrato de Serviço também está disponível para usuários que pretendem fornecer serviços de identificação e/ou resolução usando a tecnologia Handle System sob a licença pública Handle System.

## Tecnologias relacionadas
O Handle System representa vários componentes de uma arquitetura de objetos digitais de longo prazo. Em janeiro de 2010, a CNRI lançou o seu software Digital Object Repository, de uso geral, outro componente importante dessa arquitetura. Mais informações sobre o lançamento, incluindo especificação de protocolo, código fonte e sistema pronto para uso, clientes e utilitários, estão disponíveis.